# دان كولين
دان كولين (10 أبريل 1984 في أستراليا - ) (بالإنجليزية: Dan Cullen)‏ هو لاعب كريكت أسترالي. شارك مع منتخب أستراليا الوطني للكريكت. أما مع النوادي، فقد لعب مع فريق جنوب أستراليا للكريكت ‏ ونادي مقاطعة سومرست للكريكت ‏.

## وصلات خارجية
- دان كولين على موقع إي آس بي آن كريك إنفو (الإنجليزية)